# جين لودفيغ (عازف جاز)
جين لودفيغ (بالإنجليزية: Gene Ludwig)‏ هو عازف جاز أمريكي، ولد في 4 سبتمبر 1937 في Twin Rocks, Pennsylvania ‏ في الولايات المتحدة، وتوفي في 14 يوليو 2010 في Monroeville, Pennsylvania ‏ في الولايات المتحدة.

## وصلات خارجية
- الموقع الرسمي
- جين لودفيغ على موقع ميوزك برينز (الإنجليزية)
- جين لودفيغ على موقع أول ميوزيك (الإنجليزية)
- جين لودفيغ على موقع ديسكوغز (الإنجليزية)